# 箸本のぞみ
箸本 のぞみ（はしもと のぞみ、1988年12月3日 - ）は、日本の女性声優。神奈川県出身。

## 人物
東京アニメーションカレッジ専門学校卒業。81プロデュースに所属していたが、2018年6月30日付けで退所。同年7月1日よりフリーとして活動している。

## 出演作品

### テレビアニメ
2011年
- バクマン。（女性）

### OVA
2011年
- ブラック・ジャック FINAL（弟子2）

2012年
- マーメイドリカちゃん 付属DVD（人魚）

### ゲーム
2014年
- 俺タワー -Over Legend Endless Tower-（猫車二才[3]、巻尺、スタンド投光器、スキッドステアローダー）

2015年
- 戦国アスカ零（六角義賢）

### テレビ
- 月刊コミックTV ドラマシアター（BS11、2010年5月 - 2011年） -コミックナビゲーター（MC）

### ナレーション
- 日立 世界・ふしぎ発見! - ボイスオーバー（2011年8月20日）
- 世界ふれあい街歩き - ボイスオーバー（2012年8月21日）

### CM
- 小学館『少女コミック』（2009年3月）
- 積水ハウス（2011年）

### 舞台
- 81PRODUCE Presents若手リーディング公演　声瞬-SEISHUN-（2013年6月30日）[4]
  - この握りめし（語り）
  - ラジオドラマのためのエチュード ひめゆりの塔（友子、信子の母）
- 蒼穹のファフナー FACT AND RECOLLECTION（2010年12月16日-21日）
- 初恋企画　The Second Project 天使が呼んでる（2012年10月13日-14日）

### ラジオドラマ
- コミドラバガタウェイ（市崎睦花）

### オーディオブック
- 太宰治「朝」
- 島崎藤村「幸福」
- ハンス・クリスチャン・アンデルセン
  - 「赤いくつ」
  - 「人魚の姫」
- 泉鏡花「外科室」
- 室生犀星「不思議な国の話」
- 海野十三「千年後の世界」
- 夏目漱石「変な音」
- 有栖川有栖「孤島パズル」
- 星宮すみれ「イチコミ大学 郷土民俗学同好会」
- 谷崎潤一郎『細雪』

### その他
- ライブ『81’show』　夏休み特別企画・若者の冒険説〜く♪（2011年8月20日）
- ライブ『～81LIVE～【Ｍusic Push!】』（2011年10月15日）
- ライブ『81’show』　新春はライブ説～くでにぎやかに♪（2012年1月21日）
- ライブ『81’show』　如月のライブ説～くはストーリーで♪（2012年2月18日）
- ライブ『81’show』　弥生・春のライブ説～くはお祭りだ♪（2012年3月17日）
- 81ライブ☆(2012年6月16日)
- WALLOP LIVEステージ 「押忍！声優道場！！」（2012年4月5日より毎週木曜18：00～18：45）
- 朗読劇『初恋企画 The First Project』（2012年4月21日、22日）
- 朗読演奏会『深大寺 十五夜の会』（2012年9月30日）
- 携帯ボイスドラマ『今日、恋をはじめます』(BeeTV)♯1、♯3（2011年）
- 春井柚佳・箸本のぞみの30分もぐもぐ☆百戦百勝！（ニコニコ生放送フォレストフォンチャンネル）（2012年9月13日20時より隔週木曜日）
- 春井柚佳・箸本のぞみの30分もぐもぐ☆百戦百勝！スピンアウト企画『「もぐナイト」ｘ「United Tones Of Scarlet」』(ニコニコ生放送フォレストフォンチャンネル)（2013年8月6日）